# 許孜
许孜（?—?），字季义，中国西晋东阳郡吴宁县（今浙江省东阳市东）人。
许孜年轻时跟随豫章郡太守孔冲学《诗经》、《孝经》等。孔冲去世后，奔丧送葬还会稽，蔬食执役，制服三年。父母去世，亲自负土筑墓起坟，庐于墓侧，守冢二十年，才开始娶妻。晋惠帝元康年间，郡察孝廉，没有就任，巾褐终身。八十余岁在家中去世。人称其居为孝顺里。

## 延伸阅读
[在维基数据编辑]
 《晉書·卷088》，出自房玄齡《晉書》